# Häagen-Dazs
Häagen-Dazs est une marque commerciale de crème glacée industrielle, principalement en pot ainsi qu'en cornet, créée par Reuben et Rose Mattus. Le nom de la marque a été inventé en 1961 aux États-Unis. C'est aussi devenu l'enseigne d'une chaîne de magasins d'environ 900 points de vente essentiellement franchisés où sont commercialisées les glaces de sa propre marque dans le monde entier. 
Aux États-Unis et au Canada, la marque est exploitée sous licence par Froneri, une co-entreprise entre le fonds d'investissement français PAI Partners et le groupe suisse Nestlé. L'usine Froneri de Tulare, en Californie, alimente le marché nord-américain.
À l'international, la marque est exploitée et détenue par General Mills. En France, l'usine de Tilloy-lès-Mofflaines, près d'Arras, alimente le marché européen. Au Japon, une co-entreprise entre General Mills, Suntory et Takanashi Milk assure l'exploitation sur le marché japonais.
Fondée à New York où une première boutique ouvre en 1976, Häagen-Dazs a été vendue en 1983 à la compagnie Pillsbury appartenant au britannique Grand Metropolitan ; elle est propriété de General Mills depuis 2001, sauf aux États-Unis et au Canada où la marque Häagen-Dazs est commercialisée par Nestlé, puis depuis 2019 par sa co-entreprise Froneri.

## Marque
Häagen-Dazs ne signifie rien dans aucune langue. Le nom a été inventé de manière à avoir une connotation danoise pour commémorer le courage des Danois pendant la Seconde Guerre mondiale.
Cependant, il existe une autre théorie de l'origine du nom : en choisissant « Häagen-Dazs » dans les années 1960, son inventeur, d’origine polonaise, voulut profiter de l'image « artisanale » que se font les Américains des fabrications européennes.

## Historique

### Détention familiale

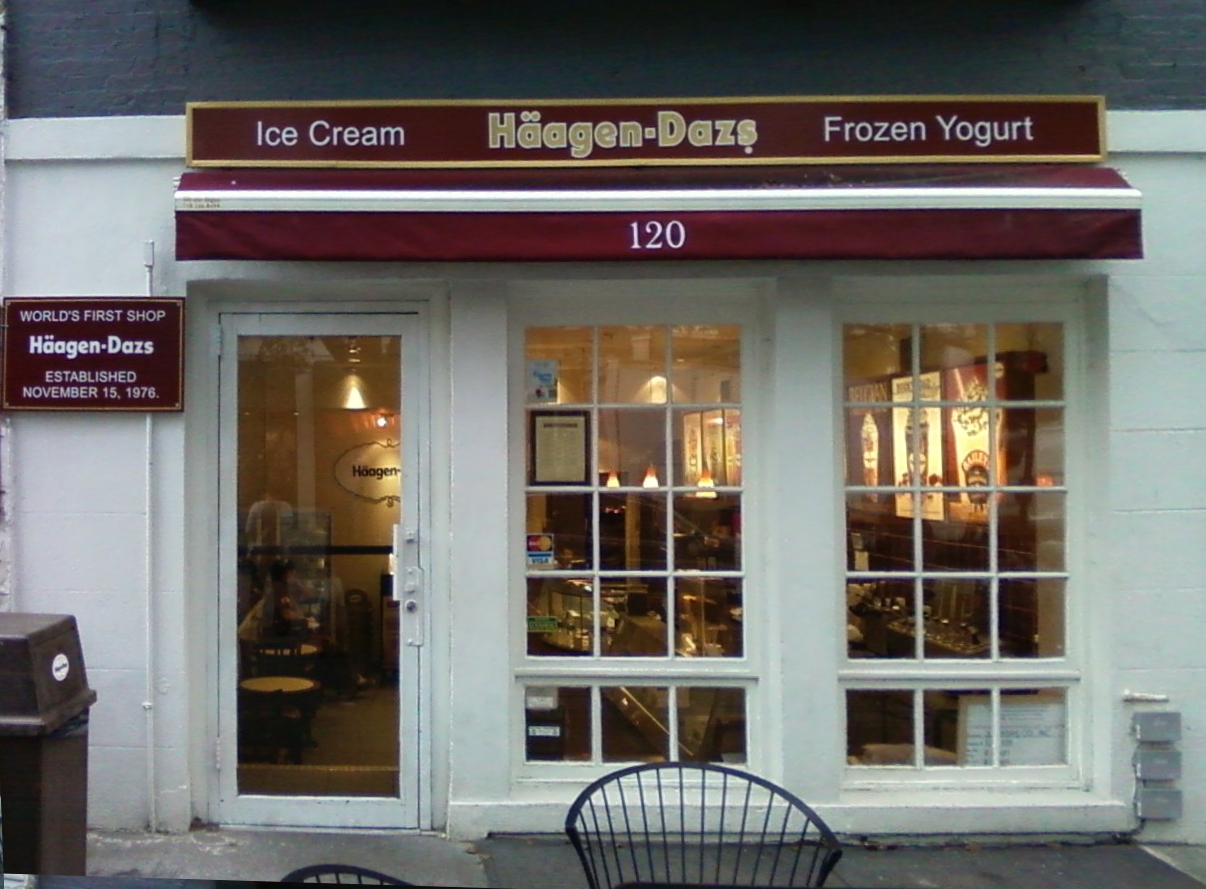
Première boutique Häagen-Dazs dans le quartier de Brooklyn à New-York (ouverte en 1976).

Le créateur de la marque est un immigré juif polonais. Il commence sa carrière dans la confection de glaces aux côtés de sa femme Rose, qu'il épouse en 1936. Dans les années 1950, la concurrence étant devenue rude, Reuben Mattus décide d'orienter sa fabrication vers le haut de gamme et mise sur le marketing pour s'imposer, vendant notamment ses glaces dans de petits pots décorés et luxueux. Häagen-Dazs est ainsi officiellement créée en 1961,. C'est leur fille, Doris, qui ouvre dans les années 1970 les premiers magasins franchisés en république fédérale d'Allemagne, avant de s'exporter dans le monde, notamment au Japon et en Europe, à partir des années 1980 et 1990.
En 1980, Häagen-Dazs intente un procès à Frusen Glädjé, un fabricant de glace usant également d'un nom de marque à consonance scandinave, mais le tribunal n'établit pas de plagiat malgré le concept marketing similaire et considère que les deux produits sont suffisamment distinguables.

### Rachat par la Pillsbury Company et début d'expansion mondiale

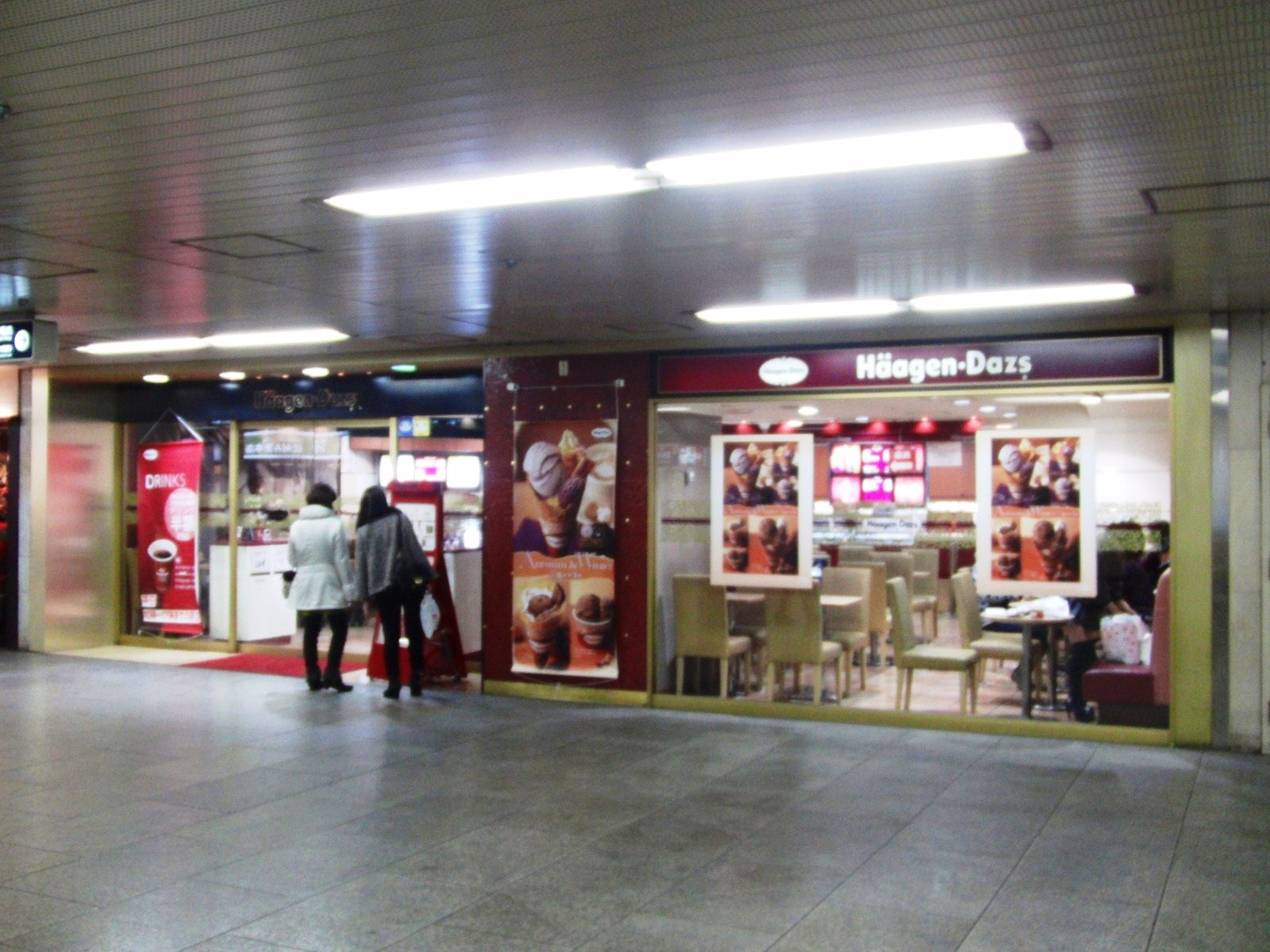
Dans la station de métro d’Umeda, à Osaka, au Japon.

Le 6 juin 1983, Pillsbury Company annonce son intention d'acheter Häagen-Dazs.
En août 1984, est créée la coentreprise Häagen-Dazs Japan appartenant à 50 % à Pillsbury, 40 % à Suntory et 10 % à Takanashi Milk. Le 24 novembre 1984 ouvre la première boutique Häagen-Dazs au Japon dans le quartier d'Aoyama à Tokyo. Takanashi Milk produit les crèmes glacés dans son usine de la préfecture de Gunma au Japon avec du lait provenant d'Hokkaidō,. La marque s'implante la même année à Hong Kong .
En 1987, la marque s'implante au Royaume-Uni.
Häagen-Dazs s'implante en Belgique au début des années 1990 à Ixelles au travers de la société Häagen-Dazs Belgium.
Les produits de marque Häagen-Dazs apparaissent en Espagne et au Portugal à l'occasion des jeux olympiques de Barcelone, ainsi qu'en Italie en 1992.
En 1994, la marque s'implante à Singapour et en Malaisie.
En 1996, Häagen-Dazs implante sa première boutique en Chine à Shanghai .
En 1998, la marque s'étend aux Philippines, elle ferme ses deux boutiques en 2012.
En 1999, la marque est introduite sur le marché australien mais se retire cinq ans après dû à la faiblesse des ventes.

### Prise de contrôle par General Mills et par Nestlé

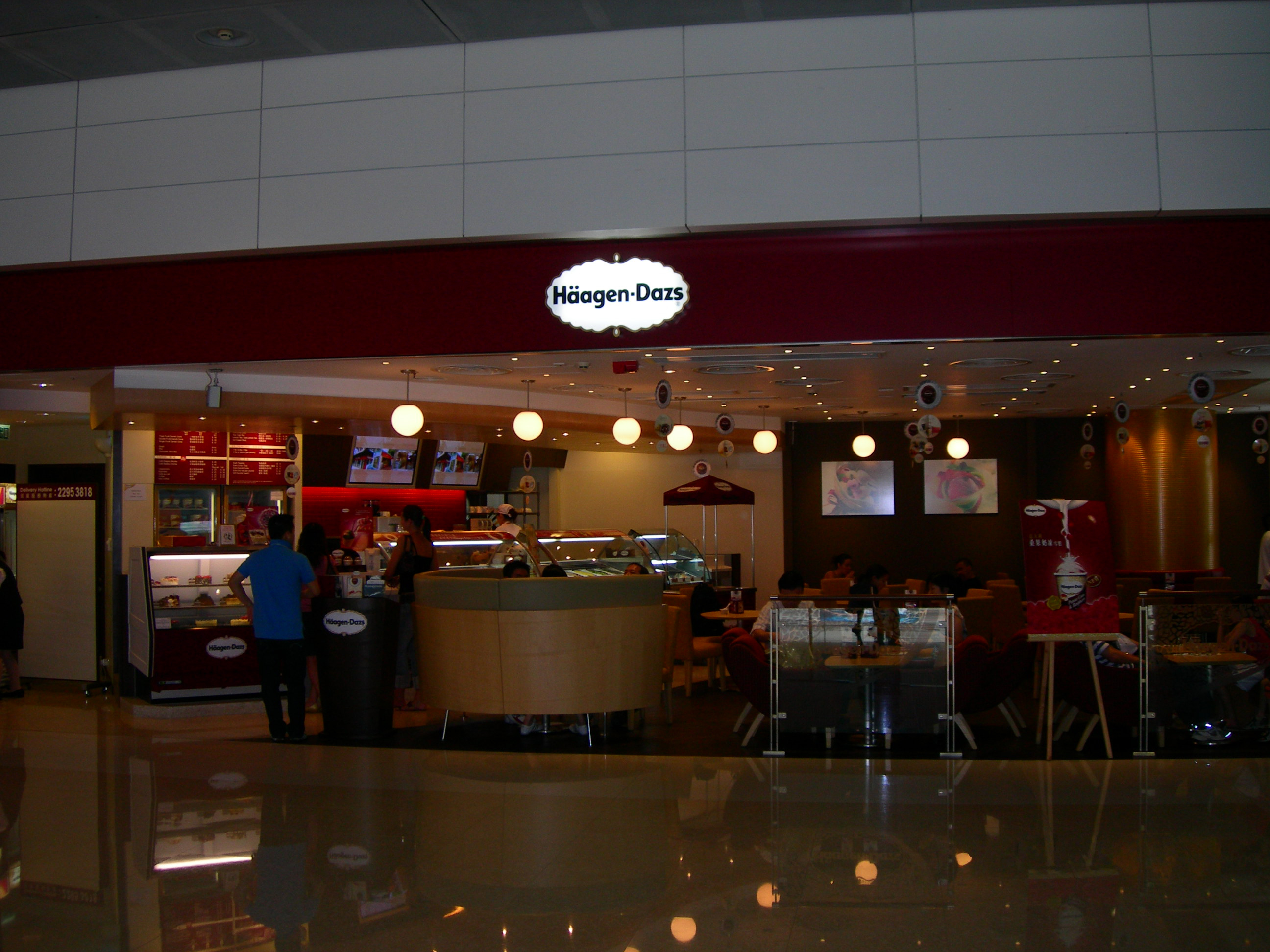
Boutique dans un centre commercial à Hong Kong.

Carte d'implantation des boutiques Häagen-Dazs en 2022.

En aout 1999, Nestlé s'associe à Häagen-Dazs dans une filiale commune nommée Ice Cream Partners pour mieux pénétrer le marché américain,.
En 2001, Nestlé rachète 50 % du capital de la coentreprise qu'il ne possédait pas pour un coût de 641 millions de dollars après la prise de contrôle de Pillsbury par General Mills, lui permettant d'exploiter la marque Häagen-Dazs aux États-Unis et au Canada pour 99 ans.
En 2009, Häagen-Dazs ouvre son premier magasin en Inde à New Delhi émaillé d'une polémique réservant l’accès aux seuls détenteurs de passeports internationaux .
En 2010, Häagen-Dazs ouvre son premier magasin en Roumanie sous franchise .
En 2015, Häagen-Dazs lance ses produits dans les supermarchés et hypermarchés d'Arabie saoudite suivie d'une campagne de pub en octobre puis implante une boutique porte drapeau à Djeddah. La même année, Häagen-Dazs se diversifie en fabriquant des esquimaux .
Régulièrement, la société General Mills propose des éditions limitées sous la marque Häagen-Dazs, comme lors du tournoi de Roland-Garros 2015 avec la création de balles de tennis à base de crème glacée à l'orange et au yuzu, recouvertes de chocolat blanc.
En septembre 2016, la marque s'implante de nouveau en Australie à la suite du succès de son magasin éphémère ouvert au printemps, après avoir échoué dix ans auparavant.
En mai 2017, Häagen-Dazs lance une campagne de publicité mondiale conçue par Saatchi and Saatchi visant à séduire la génération Y : la marque abandonne les codes du luxe des années 1990 et une imagerie suggestive connotée adulte, préférant des acteurs attirants et espiègles dansants sur la chanson Come Get It Bae dans des films publicitaires télévisés fait en collaboration avec un photographe (Tom Munro). La marque prend pour signature le slogan « Everyday Mäde Extraordinary » à cette occasion et revoit les emballages de ses produits,.
Le 12 septembre 2017, la marque apparaît dans les supermarchés de Nouvelle-Zélande.
Fin octobre 2017, Häagen-Dazs ouvre une première boutique à Oman, à Bawshar et espère ouvrir en 10 autres dans ce pays à l'horizon 2025.
En 11 juin 2018, Häagen-Dazs ferme ses huit magasins au Brésil à São Paulo et à Brasilia d'après l'entreprise : la fermeture des points de vente vise à améliorer les opérations et à accélérer leur croissance de ce pays, mais pour les spécialistes de la vente au détail, la décision est motivée par l'insécurité politique et économique régnant avec le manque de définition du panorama électoral, la faible croissance de l'économie et les fortes fluctuations du taux de change. La marque reste cependant présente dans les supermarchés et les points de restauration.
Le 7 septembre 2018, Häagen-Dazs teste à Londres un service de livraison de glace par géolocalisation via un chatbot sur Facebook Messenger.
Greenpeace pointe du doigt Häagen-Dazs concernant son absence de réponse sur l'utilisation d'OGM ou de pesticides dans les produits agricoles qu'il utilise.
À la mi-mai 2019, Häagen-Dazs s'associe à TerraCycle pour tester l’emballage réutilisable consignable à Paris et à New-York .
Le 2 juin 2019, une boutique Häagen-Dazs d'un centre commercial de Hangzhou vend un yaourt glacé d'exposition fait de gel de silice et de vraies noix. L'enfant ayant consommé les noix est envoyé à l’hôpital pour des examens  physiques ne révélant pas de problème immédiat.
Le 19 juin 2019 Häagen-Dazs ouvre sa première boutique en Suisse à Genève, un franchisé, le chiffre d'affaires annuel attendu est de 450 000 et 650 000 francs suisses.
La marque dispose d'environ 900 points de vente en 2019.
Le 11 décembre 2019, Nestlé annonce son intention de céder le segment de son activité glace à Froneri : la marque et l'usine nord américaine d'Häagen-Dazs font partie de la vente,.

## Häagen-Dazs en France
Häagen-Dazs lance la construction de son usine européenne de transformation à Tilloy-lès-Mofflaines près d'Arras, le 9 septembre 1991, après avoir hésité entre la France, la Belgique, l’Angleterre et l'Irlande. Le choix de la France fut motivé par la présence du savoir-faire et des produits agricoles de qualité, le lait cru réfrigéré commercialisé par les agriculteurs, présent en quantité dans la région. L'usine est mise en service le 4 décembre 1992 et les chaînes commencent à tourner le 10 décembre de la même année, avec 86 salariés. Häagen-Dazs ambitionne alors d'atteindre 430 millions de francs de chiffre d'affaires en Europe. L'investissement s'élève à 60 millions de dollars, 300 millions de francs à l'époque, pour Häagen-Dazs. Les pouvoirs publics accordent des aides à l'installation : 26 millions de francs de l'État, 10 millions de la région, 8,2 millions chacun du conseil général du Pas-de-Calais et du district d'Arras, ainsi qu'un million de la chambre de commerce et d'industrie d'Arras.
En 1999, le chiffre d'affaires s'élève à 410 millions de francs et la croissance à 3 %.
En l'an 2000, 8,8 % du marché total des glaces en France est occupé par Häagen-Dazs derrière Unilever (38 %) et Nestlé (16 %) .
En 2006, Häagen-Dazs double son chiffre d'affaires en cinq ans et réalise 105 millions d'euros de chiffre d'affaires en France, derrière les États-Unis et le Japon. La boutique des Champs-Élysées est fermée pour travaux le 31 décembre 2006 et rouverte après avoir été réagencée et redécorée par l'entreprise Saguez & Partners en mai 2007.
En novembre 2012, Häagen-Dazs annonce la construction d'une nouvelle ligne de transformation pour un investissement de 19 millions d'euros. 80 % de la fabrication de l'usine est exportée en 2012, les marchés les plus importants après la France sont la Chine, Hong-Kong, la Corée du Sud, le Brésil et la Grande-Bretagne. La marque est aujourd’hui implantée dans plus de 80 pays.
En 2012, Häagen-Dazs reçoit la marque de certification privée Origine France Garantie. Cette marque est diffusée sur les emballages, à l'exportation en Europe et particulièrement en Asie où il constitue un argument de vente.
En janvier 2014, l'usine de Tilloy-lès-Mofflaines accueille une dixième ligne de fabrication permettant de fabriquer 300 pots à la minute.
L’investissement est 18 millions d'euros pour General Mills dont une subvention de 100 000 euros de la communauté urbaine d'Arras conditionné à l'embauche de 30 salariés. L'effectif s'élève en 2014 à 303 salariés permanents et entre 150 à 180 saisonniers.
En 2015, Häagen-Dazs comptait 67 points de vente en France composés à 97 % de franchisés et modifie le concept de ses boutiques s'élargissant à une gamme de pâtisseries, boissons fraîches, tapas glacés[source insuffisante].
La marque fait appel à l'entreprise Dassault Systèmes pour concevoir en réalité virtuelle grâce à l’outil Perfect Shelf, le « marchandisage » de ses glaces en bâtonnet chez les distributeurs.
Depuis février 2016, Häagen-Dazs fait partie de l'Association des entreprises des glaces, un groupement d'industriels visant à développer une demande accrue de glaces, via sa société mère General Mills .
En 2016, Häagen-Dazs occupe 9,7 % de part de marché des glaces en France derrière la marque Magnum d'Unilever à 18,4 %.
Le glacier industriel dispose d'un site destiné à la recherche et le développement mondial au côté de l'usine Yoplait de Vienne,.
Fin 2016, la marque ferme sa boutique porte-drapeau des Champs-Élysées remplacée par une sandwicherie sous l'enseigne Five Guys pour une boutique, plus petite, de 100 m2 dans la même avenue,.
À la mi-janvier 2018, l'usine de Tilloy-lès-Mofflaines accueille une 14e chaîne de fabrication, après un investissement de 14 millions d'euros et le recrutement de 80 salariés, accroissant de 15% ses capacités.
L'usine de Tilloy-lès-Mofflaines occupe 15 hectares et les bâtiments 22 000 m2.
L'usine est approvisionnée en lait standardisé par la coopérative agricole La Prospérité Fermière, les noix de pécan proviennent du Texas, le chocolat de Belgique et les fraises de Pologne
À partir du 26 avril jusqu'en septembre 2018, Häagen-Dazs teste la livraison à domicile de glace associé à la plateforme de vidéo à la demande MyTF1VOD et l'entreprise Stuart, le test se limite à trois parfums et à la ville de Paris.
Häagen-Dazs en partenariat avec le CNC et Gaumont s'associent à l’événement Un Dimanche au cinéma organisé par le Comité Champs-Élysées, une séance de cinéma géante de 1700 places sur l'avenue des Champs-Élysées le 1er juillet 2018 dans une optique marketing de « proximité [et de] connivence ». L'opération est reconduite le 7 juillet 2019.
En février 2022, Häagen-Dazs annonce un investissement de treize millions d'euros pour la construction d'un centre de recherche et développement de  2 700 m² avec une ouverture prévue en septembre.
Quinze millions d'euros sont également investis pour développer le site de production avec une nouvelle ligne de conditionnement.
En juillet 2022, Häagen-Dazs rappelle des lots de crèmes glacées vendues en France à la suite de la détection dans des crèmes glacées de la marque de traces d’oxyde d’éthylène, un pesticide cancérogène interdit en Europe.

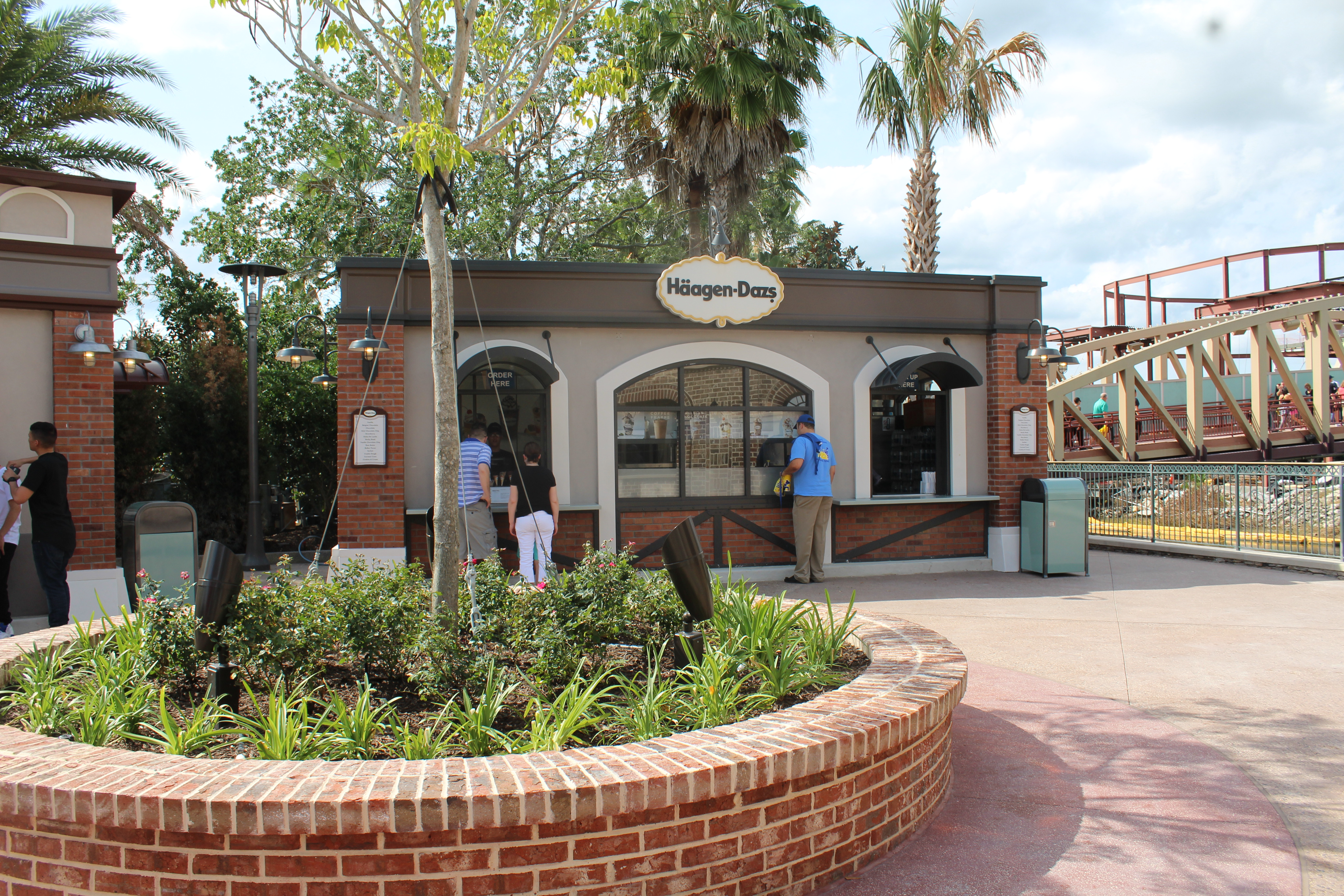
Boutique à Disney Springs.
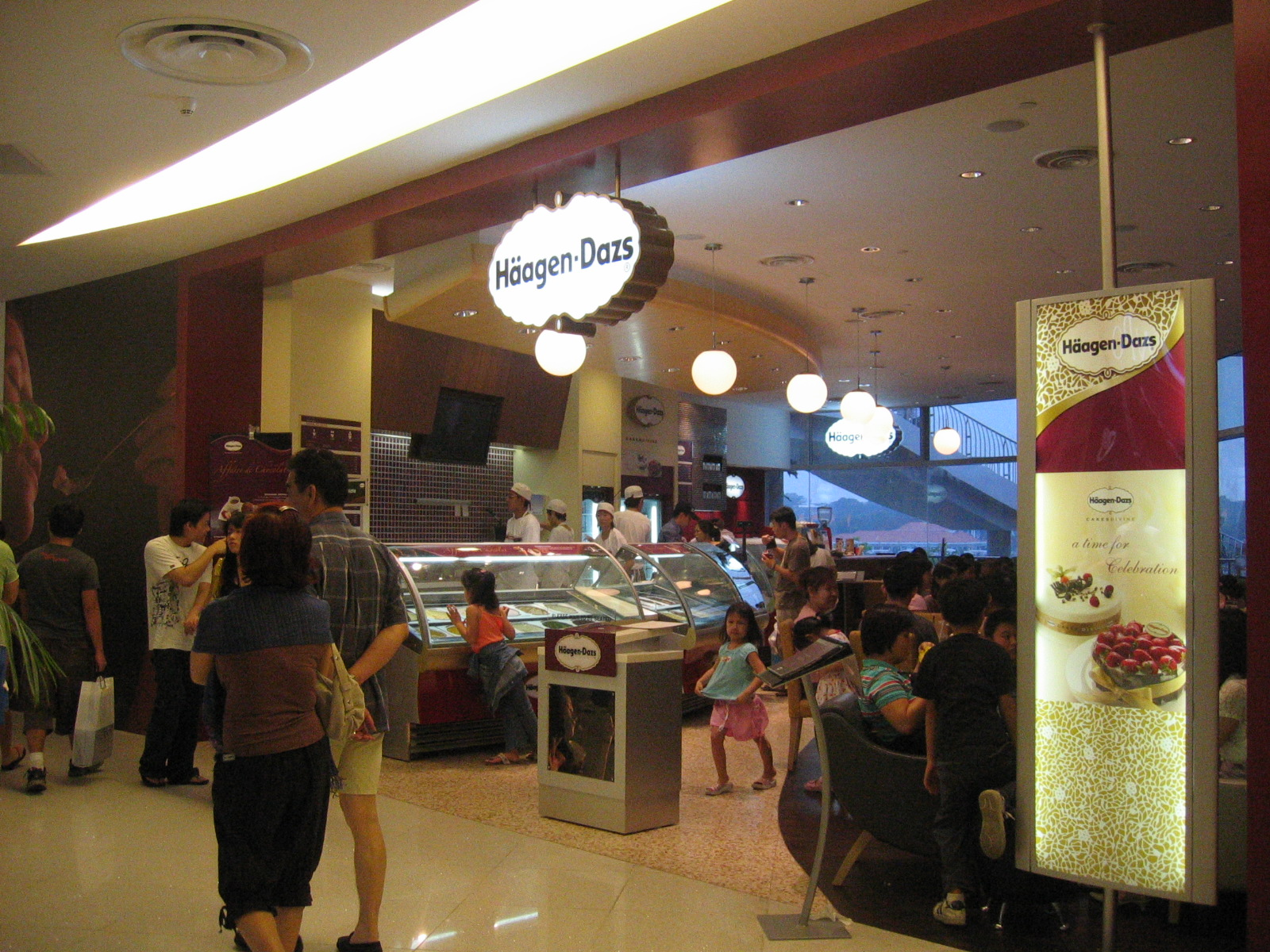
Boutique à Singapour.
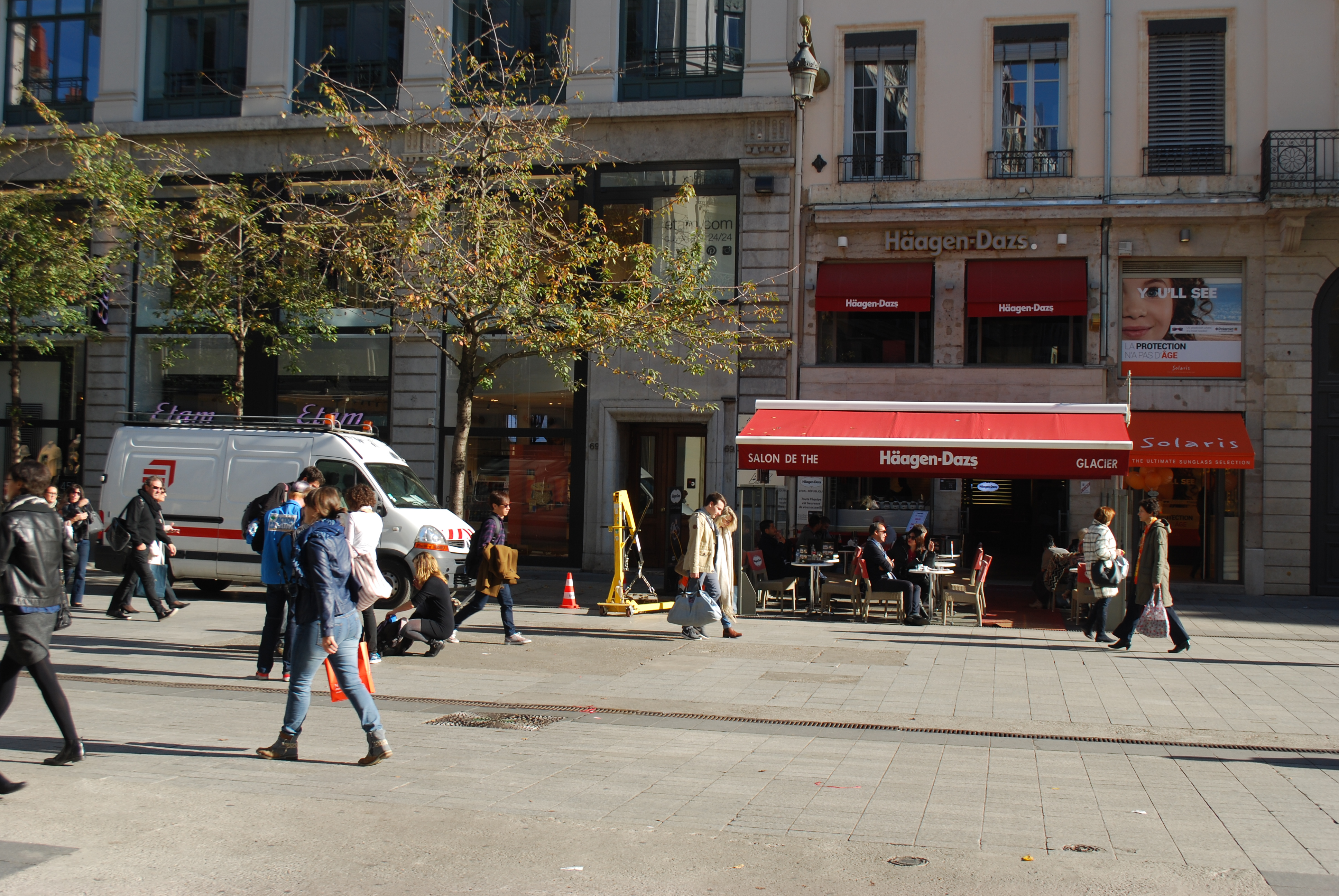
Boutique à Lyon, en France.
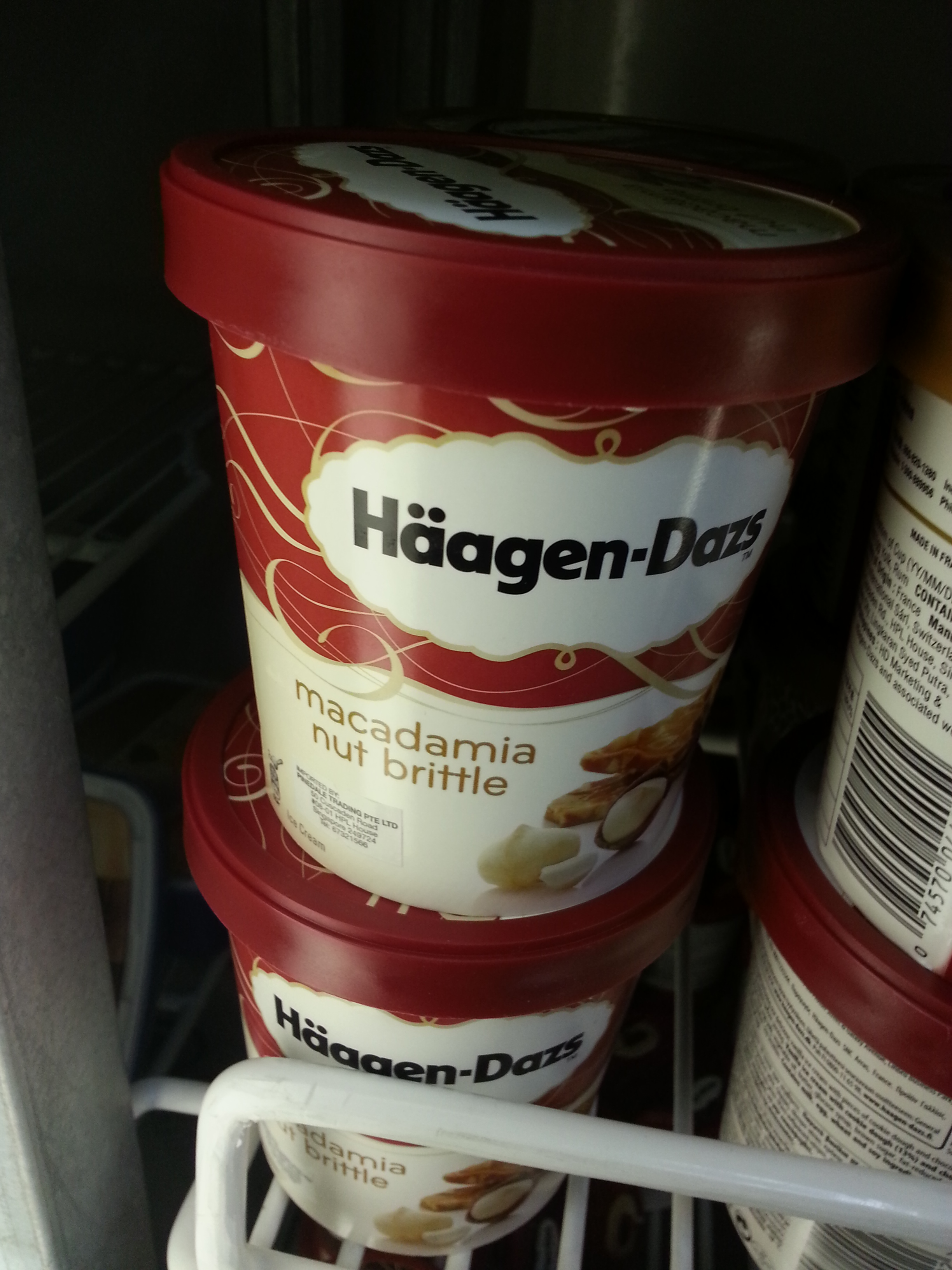
Glaces Haägen-Dazs en pot.